# 白石水库 (桂平)
白石水库是中国广西壮族自治区贵港市桂平市境内的一座水库，位于郁江支流盆龙河上，建于1961年。水库正常库容为1129万立方米，集雨面积为20平方千米，海拔为69.5米。